# Lusaka
Lusaka je glavno mesto Zambije in z več kot 1,7 milijona prebivalcev administrativnega okrožja (po popisu leta 2010) največje mesto te srednjeafriške države. Kot politično središče države je že od osamosvojitve dalje najhitreje rastoče naselje v Zambiji, ki je tudi sicer država z eno najvišjih stopenj prirasta prebivalstva na svetu. Večina prebivalcev posledično živi na robu revščine v barakarskih naseljih. Gospodarstvo tradicionalno temelji na trgovanju s kmetijskimi pridelki iz okolice, v sodobnem času pa so se razvile tudi lahka industrija (predvsem prehrambena in tekstilna) ter storitvene dejavnosti.
Mesto je bilo v sodobni zgodovini prizorišče številnih diplomatskih konferenc, zaradi česar je dobilo vzdevek »afriško mesto miru«. Leta 1970 je gostilo konferenco gibanja neuvrščenih, leta 1995 mirovne pogovore med angolsko vlado in gibanjem UNITA, na katerih so sprejeli t. i. protokol iz Lusake, ter leta 1999 mirovne pogovore med vlado Demokratične republike Kongo in uporniškimi skupinami. Dve leti kasneje je tu potekal zadnji vrh Organizacije afriške enotnosti, na katerem je bil sprejet načrt za preoblikovanje OAU v Afriško unijo.

## Zgodovina
Območje, kjer zdaj stoji Lusaka, je bilo skozi zgodovino pod nadzorom različnih lokalnih vladarjev, vendar zaradi lovcev na sužnje, ki so razbijali skupnosti, ni nastalo nobeno omembe vredno naselitveno središče. Mesto je bilo ustanovljeno v začetku 20. stoletja kot postojanka na novozgrajeni železniški progi med Južno Afriko in rudnikom v današnjem Kabweju v osrednji Zambiji. Leta 1913 je vas dobila upravni odbor, v obdobju okrog prve svetovne vojne se je hitro širila s priseljevanjem belcev, ki so dobili poceni zemljo od podjetja Northern Copper Company, ki tu ni našlo zalog mineralov. Gospodarstvo je namesto tega temeljilo na kmetijstvu in z nadaljnjim priseljevanjem se je Lusaka razvila v center trgovanja s pridelki.
Leta 1931 je bilo naselje zaradi svoje središčne lege izbrano za glavno mesto federacije Severna Rodezija, namesto bolj zahodno ležečega Livingstonea. Zaradi izbruha druge svetovne vojne se je urbanistični razvoj ustavil, po vojni pa je Lusaka znova doživela večji priliv belih naseljencev, ki so pričeli odpirati industrijske obrate. Kot administrativno in zaposlovalno središče je hitro rastla. Ob osamosvojitvi Zambije leta 1964 je Lusaka postala glavno mesto nove države, ob tej priložnosti so bili izvedeni tudi večji infrastrukturni projekti, kot so izgradnja kampusa Univerze Zambije, mednarodnega letališča in univerzitetne bolnišnice, ki je še danes najpomembnejši zdravstveni center v Zambiji.
Zaradi nenačrtovane in nekontrolirane rasti barakarskih naselij so administrativne meje Lusake v zadnjih desetletjih večkrat razširili, v načrtu pa je nadaljnje širjenje, kar bi omililo trenutne težave s pomanjkanjem prostora za komunalne storitve. Razširjeni ali dodani so bili tudi predeli, namenjeni poslovnim aktivnostim in industriji.

## Mednarodne povezave
Lusaka ima uradne povezave z naslednjimi mesti (pobratena ali sestrska mesta oz. mesta-dvojčki):
- Dušanbe, Tadžikistan (od 1966)
- Iževsk, Rusija
- Los Angeles, Združene države Amerike (od 1968)